# Skallerupvognen
Skallerupvognen er et bronzekar på fire hjul, som blev fundet i gravhøjen Trudshøj på Sydsjælland. Karret er en kedelvogn, der med stor sandsynlighed er fremstillet i den østlige del af Centraleuropa. 
Dateringen er 1300-1101 f.Kr.
Vognen opdeles i to. Selve karret er udhamret bronze, og på det findes små fuglefigurer. I karrets kant hænger rasleblik, dvs. øskner med bladformede vedhæng. Det firhjulede chassis er af støbt bronze, i hvert hjørne findes en lille fugl. Skallerupvognen blev anvendt som gravurne for en høvding.

## Fundet
| Citat                                                                                     | I foråret 1895 begyndte ejeren af Trudshøj at udgrave højen som Nationalmuseet forgæves havde forsøgt at få fredet mod en erstatning på 100 kr. Under en 2 m høj stendynge på højens bund fandtes resterne af en ca. 4 m lang trækiste, som udgraveren fik tømt for oldsager uden Nationalmuseets tilstedeværelse. Graven indholdt et enestående bronzekar af centraleuropæisk oprindelse, en såkaldt kedelvogn, der var anvendt som gravurne, en guldarmring, et sværd, en ragekniv med hestehovedformet greb, en kniv og en pincet, alt af bronze og stærkt fragmenteret, desuden rester af træ, tøj, skind og horn. | Citat |
| 1895 Privat udgravning Nationalmuseet, Danske Afd., Danmarks Oldtid Fund og Fortidsminder | |       |

Skallerupvognen kan ses på Nationalmuseet i København hvor den står opstillet i et forholdsvist mørkt rum i samlingen Danmarks Oldtid i stueplanet i Prinsens Palæ.

## Eksterne kilder og henvisninger
- Fund og Fortidsminder
- KNUT pilelandet (Webside ikke længere tilgængelig)
- Køng Museum Arkiveret 27. december 2010 hos  Wayback Machine
- Christian Blinkenberg (1896) Etrurisk Kedelvogn funden ved Skallerup.
- Claus Gottlieb (1984). "Restaurering og konservering af Skallerupvognen". Nationalmuseets arbejdsmark: 147-152.
- Jørgen Jensen (1984). "Kedelvognen fra Skallerup". Nationalmuseets arbejdsmark: 138-146.

## Henvisning
1. ↑  "Trudshøj". Kulturarvstyrelsen.

55°4′5″N 11°56′9″Ø / 55.06806°N 11.93583°Ø